# Кугеси
Куге́си (название не склоняется) (чув. Кӳкеç) — посёлок городского типа (с сельским населением как сельский населённый пункт с декабря 2005 года) в Чувашской Республике Российской Федерации. Административный центр Чебоксарского муниципального округа .

## География
Посёлок расположен в 14 км к югу от центра Чебоксар на автомагистрали М-7.

## История
В Кугеси первый дом с земельным участком построен в 1745 году, говорят, того зажиточного крестьянина звали Кугушем. Действительно, в списке языческих имён В. К. Магницкого, Кугуш — чувашское имя. Название нынешней деревни Кугеси наверняка происходит от наименования материнского селения Кугесево, которое располагалось в верховьях реки Ирекшу. В настоящее время материнского селения нет, оно распалось с возникновением выселков и околотков Кугеси, Байдеряково, Альгешево (Вомбукасси), Синьялы и др.
В книге Ландратской переписи Чебоксарского уезда Казанской губернии за 1717 год в Кувшинской волости числится материнское селение Кугеси. А в переписной книге Чебоксарского уезда второй ревизии за 1747 год значится новая деревня Кугешево (Кугеси). Предание гласит, что на новом месте дом Кугуша долго стоял в одиночестве.
В 1795 году, по данным генерального межевания земель Чебоксарского уезда, в деревне Кугеси было 27 дворов вместе с Синьялами, а в самой Кугеси — 5 дворов, сорок душ населения. В 1859 году в казённой деревне Кугесево (Кугеси) Чебоксарского уезда было уже 65 дворов, 179 мужчин, 167 женщин, все чуваши. По всеобщей всероссийской переписи 1897 года в деревне стало 211 мужчин, 196 женщин. Все деревни, выселки, околотки вокруг Кугеси входили в Тогашевскую волость. На 1 сентября 1906 года в деревне Кугесево проживало на месте 91 семья, в них 223 мужчины, 214 женщины. Жители занимались хлебопашеством и скотоводством.
Деревня Кугеси стала центром Чебоксарского района с 1931 года. В 1967 году Кугеси получили статус села, с 1985 года — посёлок городского типа.
Ввиду фактического слияния деревни Байдеряково и села Кугеси, Президиум Верховного Совета Чувашской АССР в 1985 году постановил объединить их в один населённый пункт, получивший статус посёлка.

### Первый посёлок в России и населённый пункт в Чувашской Республике, с официально принятым логотипом
В 2023 году, с 18 по 31 июля, в общественной группе «Кугеси | Общественный совет», проходило народное голосование за выбор логотипа. Графический дизайнер, Артём Павлетич, подготовил три варианта, среди которых наибольшее количество голосов — 62 % (626 человек) набрал вариант в стиле чувашского орнамента. Таким образом, Кугеси стали первым в России посёлком и населённым пунктом в Чувашии, с официально принятым логотипом. 12 августа 2023 года, в день празднования посёлка Кугеси, прошла презентация логотипа посёлка и фирменного стиля. Позднее появилась видеопрезентация о логотипе, и об этом написали во всероссийских СМИ. Спустя год, 17 августа 2024 года, в день праздника посёлка, в общественной группе «Кугеси | Общественный совет» появилось руководство по использованию айдентики для посёлка. Любой желающий может ознакомиться с данным руководством, а также скачать необходимые файлы. Также, в день празднования, Глава Администрации Чебоксарского муниципального округа Михайлов Владимир Борисович получил лично в руки авторскую лицензию (на логотип и использование элементов айдентики).

#### Материалы из презентации логотипа посёлка
- Первый посёлок в России
- Результаты голосования за логотип посёлка Кугеси
- Объяснение логотипа по элементам
- Каким образом появился логотип?
- Почему "лебеди" основной образ на логотипе?

### Первые муралы в истории посёлка
15 июля 2024 года началась отрисовка трёх муралов.
Первым, в истории посёлка, стал мурал с Быковым Леонидом Фёдоровичем, известным по роли «Маэстро» из к/ф «В бой идут одни „старики“». Он расположен на улице Советской, на торце девятиэтажного дома № 87. Идея состояла в том, чтобы изобразить композицию из советского кино, так как дом находится на Советской улице. Это является данью уважения советскому кинематографу. Леонид Быков был рожден в Донецкой области, СССР. Этот факт, а также и сюжет фильма, свидетельствуют, что жители Чувашии чтят победу наших предков и в нашем обществе нет места национализму.
Вторым, в истории посёлка, стал мурал с красивой девушкой, держащей логотип посёлка. Он находится на улице Советской, на торце пятиэтажного дома № 63. Идея состояла в том, чтобы передать, что именно женщина является хранительницей семейного очага! Девушка держит в своих руках логотип, как бы оберегая его (посёлок). Её доброе настроение говорит о том, что все будет замечательно, ведь именно от женщины, во многом, зависит погода в доме. Данная композиция выражает восхищение женщиной и её природой! Лебеди, изображенные на небе, отсылают к чувашской легенде «Хуркайӑк Ҫулӗ», и тесно связаны с заложенным смыслом в логотипе. Количество птиц (8) прямо связаны с числом бесконечности (символ достатка и благоденствия). Также, авторы обращают внимание, что в замысле композиции НЕ было задачи передать точное чувашское одеяние и его детали. Образ был взят с настоящей чувашской девушки.
Третьим, в истории посёлка, стал мурал в виде современной чувашской мозаики. Он расположен на торцах двух зданий по улице Советской, которые считаются одним номером дома, а именно № 78. Сам логотип посёлка Кугеси был создан в стиле чувашского орнамента, поэтому идея была проста — изобразить орнамент и логотип вместе. Получилась оригинальная мозаика, состоящая из оттенков цвета логотипа. Дом № 78 разделен на два здания, поэтому было решено задействовать сразу два фасада. Композиция была сделана с расчетом на то, что в будущем могут проводиться работы с межпанельными швами.
Все три мурала были отрисованы художником Сергеем Петровым. Идеи для эскизов предложил графический дизайнер — Артём Павлетич.
Все работы, по отрисовке трёх муралов, были завершены 10 сентября 2024 года.

## Органы власти
В рамках организации местного самоуправления с 2004 по 2022 гг. в границах пгт существовало муниципальное образование Кугесьское сельское поселение. Упразднено законом от 29 марта 2022 года в рамках преобразования муниципального района со всеми входившими в его состав поселениями путём их объединения в муниципальный округ. С 1 января 2023 года функционирует Кугесьский территориальный отдел.

## Население
| 1959    | 1970    | 1979    | 1989    | 1992    | 1993    | 1997    |
| ------- | ------- | ------- | ------- | ------- | ------- | ------- |
| 1578    | ↗3453   | ↗5724   | ↗9540   | ↗10 400 | →10 400 | ↗11 400 |
| 2001    | 2002    | 2010    | 2012    | 2013    | 2014    | 2015    |
| ↗11 600 | ↗11 658 | ↗11 917 | ↗11 962 | ↘11 841 | ↗11 993 | ↗12 143 |
| 2016    | 2017    | 2018    | 2019    | 2020    | 2021    |         |
| ↗12 408 | ↗12 809 | ↗13 054 | ↗13 280 | ↗13 494 | ↘13 451 |         |

## Экономика
Промышленность в посёлке представлена заводом AMN (производство оборудования термической резки), фабрикой спецодежды «Энергия», фабриками дверей «Зодчий» и Questdoors.

## Спорт
В 2004 году был открыт стадион «Олимпийский». С 2007 года работает физкультурно-оздоровительный комплекс «Улăп».

### ФК «Ротор»
Кугесьский «Ротор» был основан в 1991 году. До этого года команда называлась ФК «Автомобилист». Игроками, в основном, были работники сельхозтехники и сельхозхимии посёлка Кугеси.
В 1997 году ФК «Ротор» стал вице-чемпионом Чемпионата Чувашской Республики среди мужских команд.
В 2012 году клуб был на грани исчезновения, но игроками «Ротора» была проявлена инициатива по сохранению команды.
В 2013 году команда вышла из второго дивизиона в первый дивизион Чувашии, а уже в 2014 году заняла первое место в первом дивизионе и оформила выход в высший дивизион Чувашии среди мужских команд.
В 2020 году ФК «Ротор» стал первым чемпионом в Чемпионате Чувашской Республики среди мужских команд по футболу 8x8, так как турнир проводился впервые.
В 2021 году «Ротор» стал обладателем Кубка Чувашии по футболу, выиграв в финале со счётом 5:1 у ФК «Бомик» (г. Цивильск). Также, в 2021 году, команда стала вице-чемпионом высшего дивизиона Чувашской Республики. По итогам сезона, Министерство Физической Культуры и Спорта Чувашской Республики вручило сразу четыре награды команде: «Лучший тренер» Андрей Андреевич Морозов, «Лучший нападающий» Матвей Цветков, «Лучший полузащитник» Улугбек Ибрагимов, «Лучший вратарь» Никита Никитин.
ФК «Ротор» является неоднократным победителем турниров Чебоксарского района по футболу среди мужских команд.
С 2022 года ФК «Ротор» выступает только в категориях «дети» и «ветераны 40+».
В 2024 году ФК "Ротор" занимает 3 место в Первенстве Чувашской Республики по футболу (40+). 

### ХК «Союз»
Создан в 2005 году, после строительства хоккейной коробки на стадионе «Олимпийский» посёлка Кугеси. «Союз» ежегодно участвует во всех сельских играх. 30 апреля 2018 года стали обладателями «Кубка Победы» в дивизионе «ветераны».
ВК «Кугеси Star»
Школьная волейбольная команда, представляющая МБОУ "Кугесьский лицей".
Команда была сформирована в 2022 году и состоит преимущественно из учащихся старших классов лицея, а также одного игрока из Абашевской средней общеобразовательной школы.
Команда "Кугеси Star" была создана по инициативе учащихся и преподавателей "Кугесьского лицея". Основной целью создания команды стало участие в районных и республиканских соревнованиях.
В 2024 году команда "Кугеси Star" одержала победу в районном этапе школьной волейбольной лиги. Это достижение стало особенно значимым, так как команда "Кугесьского лицея" не выигрывала подобных соревнований на протяжении 22 лет.
Победа в районом этапе подарила путевку на Республиканский этап соревнований.

## Транспорт
От посёлка Кугеси до города Чебоксары ходит маршрутное такси под номерами 162, 153 и 325.